# Kino (englische Band)
Kino ist eine Supergroup aus vier Musikern der Progressive-Rock-Szene.

## Geschichte
Die Gründung der Band geht auf eine Initiative des InsideOut-Labelchefs Thomas Waber zurück, der den Gitarristen und Sänger John Mitchell (Arena, The Urbane, Blind Ego) nach der vorläufigen Auflösung von Transatlantic 2002 fragte, mit welchen Musikern er sich ein neues Bandprojekt vorstellen könnte. Mitchell nannte sofort die Namen John Beck (It Bites) und Pete Trewavas (Marillion, Transatlantic). Letzterer brachte Chris Maitland (ex-Porcupine Tree) als Schlagzeuger ins Gespräch.
Das erste Album wurde in den Outhouse Studios in Reading aufgenommen, von der Band selbst produziert und Anfang 2005 veröffentlicht. Bei einer folgenden Tour traten Kino als Vorgruppe von Spock’s Beard auf. Zur Unterstützung einer zweiten Tour im Winter 2005/06 wurden Demos, Live-Aufnahmen und Outtakes (darunter die Coverversion eines Kevin-Gilbert-Songs) auf dem zweiten Album "Cutting Room Floor" veröffentlicht, das zunächst nur auf den Konzerten, später auch über die Webseite der Band verkauft wurde. Schon bei den Touren wurde Maitland hin und wieder durch Bob Dalton ersetzt, ehe es ruhig um die Band wurde.
Nach 12 Jahren Pause veröffentlichte die Band 2018 das zweite Album "Radio Voltaire". Lediglich der Schlagzeuger hat gewechselt, auf dem Album spielt nun Craig Blundell.

## Diskografie
- 2005: Picture
- 2005: Picture (Special Edition) (zusätzliche DVD mit Aufzeichnungen eines Rockpalast-Konzertes)
- 2006: Cutting Room Floor
- 2018: Radio Voltaire